# Stotzas
Stotzas (en grec ancien : Στότζας), ou Stutias, est un soldat byzantin qui est devenu le chef d'une rébellion militaire dans la préfecture du prétoire d'Afrique dans les années 530. Stotzas a tenté d'établir l'Afrique en tant qu'État séparé et avait été choisi comme chef par les soldats rebelles. Réussissant presque à prendre Carthage, il est vaincu par Bélisaire et s’enfuit en Numidie, où il regroupe ses forces. Après une nouvelle tentative de prise de contrôle de l'Afrique, Stotzas est défait par Germanus en 537 et s'enfuit avec certains de ses partisans en Maurétanie.
En Maurétanie, Stotzas épouse la fille d'un noble berbère local, peut-être la fille du roi Masuna ou Mastigas, et sera élevé au rang de roi en 541, succédant à Mastigas. Il suit le chef berbère Antalas dans sa rébellion contre le pouvoir byzantin en 544. Lors de la bataille de Thacia qui s'ensuit à l’automne 545, Stotzas et Antalas battent les Byzantins, mais Stotzas sera mortellement blessé par le général byzantin Jean, qui est tué peu de temps après. Stotzas est remplacé à la tête des soldats révoltés par Jean, surnommé Stotzas le Jeune.

## Biographie
Stotzas sert comme bucellaire et comme garde du corps du général Martin au sein de l'armée commandée par Bélisaire pour envahir le royaume vandale en Afrique en 533-534,. En 536, une mutinerie éclate dans les rangs de l'armée byzantine en Afrique contre son chef, Solomon. Les causes en sont diverses mais proviennent principalement d'une lassitude après plusieurs campagnes, de retards dans le paiement des soldes, d'une interdiction accrue de pratiquer les religions considérées comme dissidentes, à l'image de l'arianisme, répandu dans les rangs de l'armée locale, ou encore l'accaparement des terres vandales par l'Empire, parfois aux dépens de militaires s'étant mariés avec des femmes vandales. Les rebelles choisissent Stotzas comme chef et veulent expulser les loyalistes byzantins pour établir un État indépendant en Afrique. Stotzas se dirige alors contre la capitale Carthage avec une armée de 8 000 hommes, rejointe par au moins un millier de Vandales et des esclaves en fuite. 
Il assiège la cité, qui est sur le point de se rendre quand Bélisaire arrive soudainement de Sicile. Stotzas lève le siège et se replie vers Membresa, où son armée est vaincue par Bélisaire. Les rebelles fuient alors en Numidie, à Gazophyla, où Stotzas persuade la majorité de la garnison byzantine de le soutenir, après qu'il a massacré les officiers qui s'étaient réfugiés dans l'église de la ville. Selon l'historien byzantin Procope de Césarée, les deux tiers de l'Afrique byzantine sont alors passés dans le camp des rebelles.
Bélisaire doit alors se replier en Italie pour mener la guerre contre les Ostrogoths. L'empereur Justinien le remplace par son cousin Germanus à la fin de l'année 536. Celui-ci décide de retrouver la loyauté des troupes en révolte en leur promettant le pardon et la paiement de leurs arriérés. Cette politique est couronnée de succès et une grande partie des rebelles rejoignent le giron impérial. De ce fait, Stotzas se résout à forcer la décision et il décide d'affronter l'armée loyaliste lors du printemps 537. Les deux armées se rencontrent à Scalas Veteres et Stotzas, abandonné par la plupart de ses alliés, est vaincu,.
Stotzas parvient de nouveau à fuir avec une poignée de partisans Vandales vers la Maurétanie. Là, il est bien accueilli, reçoit la fille d'un prince local comme épouse et aurait été déclaré roi en 541. En 545, lui et le chef berbère Antalas se rebellent contre l'autorité byzantine. Stotzas et ses hommes s'unissent à ceux d'Antalas mais ils sont attaqués par le général Jean, en dépit de la grande infériorité numérique de celui-ci. Si l'armée byzantine est vaincue à la bataille de Thacia et Jean tué, ce dernier parvient à blesser mortellement Stotzas lors d'un duel,.